# NGC 2006
NGC 2006 في الفهرس العام الجديد، هو عنقود نجمي، يقع في كوكبة أبو سيف (كوكبة). اكتشف في 23 ديسمبر 1834 . بواسطة جون هيرشل .

## روابط خارجية
- NGC 2006 على موقع ويكي سكاي: DSS2, SDSS, GALEX, IRAS, Hydrogen α, X-Ray, Astrophoto, Sky Map, Articles and images